# Harscamp
Villa Harscamp is een gemeentelijk monument aan de Ringlaan in Baarn in de provincie Utrecht. Het huis staat in het Wilhelminapark dat onderdeel is van rijksbeschermd dorpsgezicht Prins Hendrikpark e.o..
Het huis werd in 1912 gebouwd voor de reder L.P.D. Op ten Noort, mede-oprichter van de KPM die in de Indische archipel voer. Het met leien gedekte dak heeft een lantaarn met een zeilschip als windwijzer. Ook in de glas-in-loodramen zijn scheepvaartmotieven gemaakt.
De familie had ook een pand in Ede met de naam Harscamp.
De symmetrische voorgevel heeft in het middengedeelte een portiek met gebogen dak. Tegen beide zijgevels is een uitbouw gemaakt, rechts was een loggia en links een serre. Achter het pand was na de bouw een geometrische tuin.
De Harscamp is sinds 1942 in het bezit van de stichting Leger des Heils. Op 17 oktober 1946 werd de Harscamp officieel geopend als kindertehuis. De grote villa bood onderdak aan drie groepen van elk ongeveer 15 kinderen. Eind jaren zestig van de twintigste eeuw voldeed deze opvang in grote groepen niet meer aan de nieuwe inzichten van hulpverlening. Ook vanwege de onderhoudskosten van het grote gebouw werden in de zeventiger jaren drie ruime en lichte paviljoens gebouwd naast de villa. Na een opnamestop in 1984 werd het kindertehuis De Harscamp in 1985 definitief gesloten. De paviljoens werden afgebroken en villa de Harscamp werd na 1985 verhuurd. 